# فرانك شيفر
فرانك شيفر (بالإنجليزية: Frank Schryver)‏ (مواليد 31 أكتوبر 1891) هو سبّاح أسترالي، مثّل بلاده في الألعاب الأولمبية الصيفية 1912.

## روابط خارجية
فرانك شيفر على موقع أوليمبيديا (الإنجليزية)
- فرانك شيفر على موقع اللجنة الأولمبية الأسترالية (الإنجليزية)